# Блинкерное табло

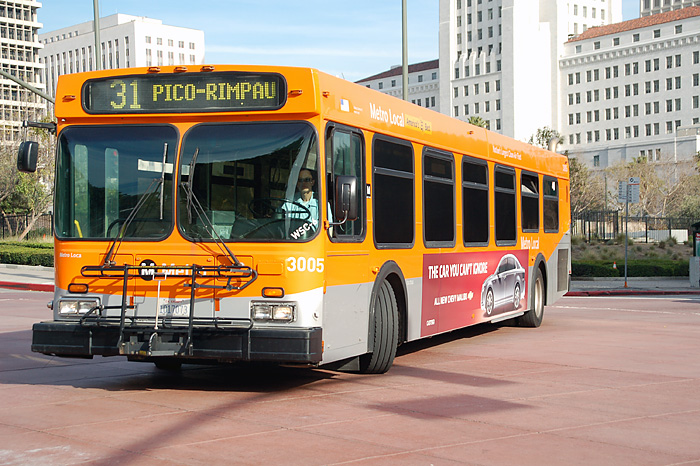
Блинкерный маршрутоуказатель в автобусе

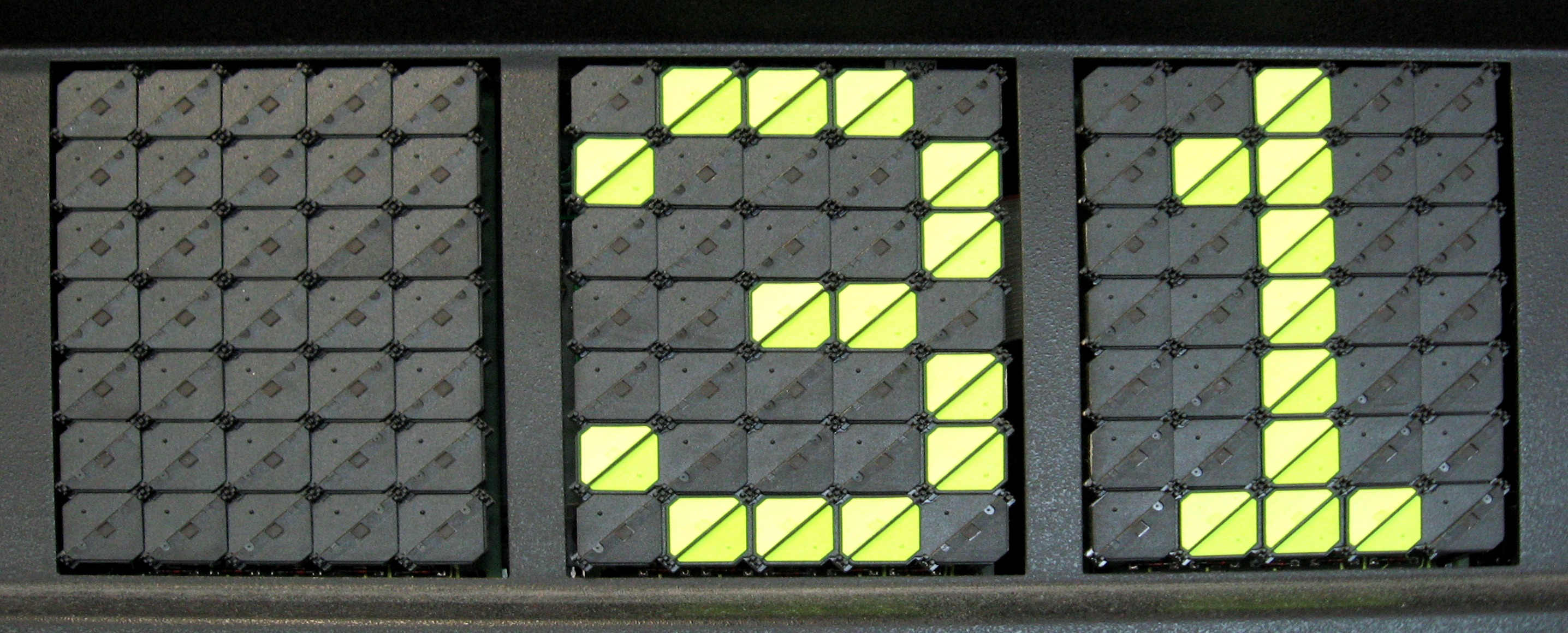

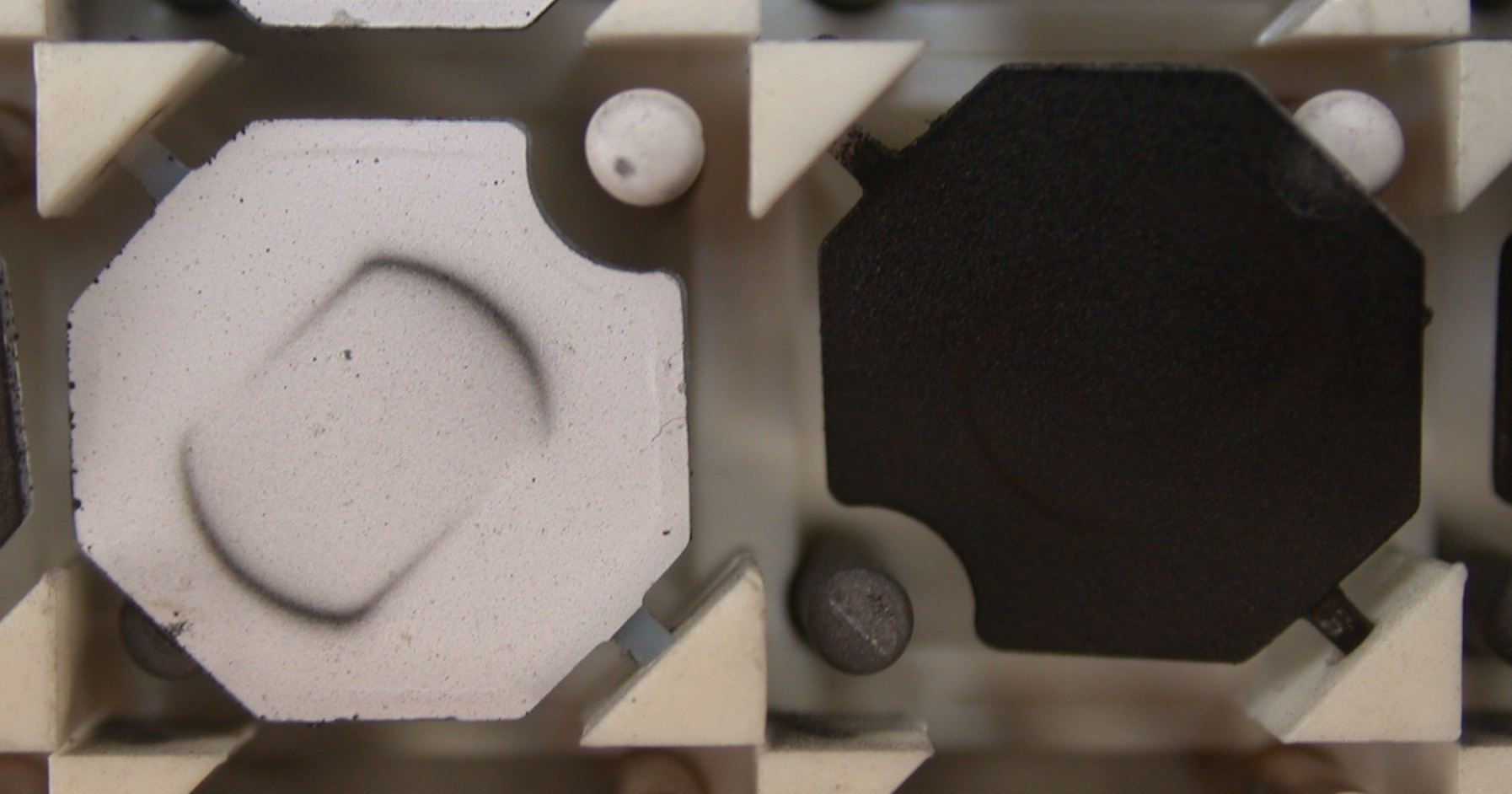
Устройство одной из разновидностей блинкерного табло

Блинкерное табло — электромеханический бистабильный знакосинтезирующий индикатор с матричным принципом формирования изображения. Используется в информационных табло аэропортов, вокзалов, стадионов, автозаправок и в маршрутоуказателях.
Состоит из множества ячеек, в которых расположены пластинки, окрашенные с разных сторон в разные цвета. Под каждой ячейкой расположен электромагнит, а пластинка может быть механически соединена с постоянным магнитом, либо сама может быть намагничена. При подаче тока на электромагнит, в зависимости от полярности, пластинка поворачивается одной или другой стороной. После отключения тока пластинка остаётся в том же положении.
Для подсветки в тёмное время суток может использоваться подсветка всей матрицы, использование люминесцентной краски или подсветка с помощью светодиодов. Последние в этом случае подключают через геркон, переключающийся полем того же электромагнита, что приводит в движение пластинку.
Преимущества:
- Небольшое энергопотребление: при достаточном естественном освещении электроэнергия расходуется лишь в момент переключения.
- Хорошая читаемость при ярком освещении, так как табло работает на отражённом свете.

Недостатки:
- Относительно большое время переключения.
- При переключении создаётся незначительный шум (что может являться и достоинством, поскольку привлекает внимание в момент редкого обновления информации).
- Невысокая надёжность за счет наличия большого количества механических элементов, которых, в частности, больше, чем в сегментных механических табло.